# Panzerkampfwagen VIII Maus
Panzerkampfwagen VIII Maus – prototypowy czołg superciężki konstrukcji niemieckiej z okresu II wojny światowej.
Z łączną masą sięgającą 188 ton był to najcięższy i największy czołg, jaki kiedykolwiek skonstruowano, lecz nigdy nie wszedł do produkcji seryjnej, ani nie został użyty bojowo; powstały jedynie dwa nieukończone prototypy.

## Historia
Decyzja opracowania superciężkiego czołgu o masie 75–90 ton została podjęta na konferencji z udziałem Adolfa Hitlera i Alberta Speera w dniach 5–6 marca 1942 roku, jako rozwinięcie wcześniejszych planów (anulowanych na rzecz nowej konstrukcji) dotyczących czołgu Panzerkampfwagen VII Löwe.
21 marca Hitler przyznał wyłączną koncesję na produkcję nowego czołgu firmie Porsche. Według uaktualnionych planów pojazd miał mieć masę 100 ton oraz działo 150 mm i być w stanie zniszczyć każdy typ sowieckiego czołgu ciężkiego, których rychłego pojawienia się na froncie spodziewało się niemieckie dowództwo. Hitler osobiście powołał na głównego konstruktora prof. Ferdinanda Porsche; zebrał on zespół projektantów, w skład którego powołał m.in. inż. Karla Rabego, inż. Leopolda Schmidta, inż. Waltera Schmidta, inż. Erwina Komedę, inż. Ottona Zadnika, inż. Karla Frochlicha i inż. Willy’ego Müllera. Projekt otrzymał w Porsche wewnętrzne oznaczenie Typ 205.
23 czerwca 1942 roku Hitler zatwierdził wstępny projekt czołgu, a z lipca tego roku pochodzą jego nazwy zwyczajowe: początkowa mamut, późniejsza myszka i ostateczna mysz. 6 kwietnia 1943 roku zaprezentowano drewnianą makietę czołgu Speerowi, a 13 lub 14 maja Hitlerowi. W oficjalnej prezentacji dla führera brał udział m.in. gen. Heinz Guderian, który jako jedyny uczestnik uroczystości skrytykował wygląd projektowanego czołgu. W 1943 roku doszło także do częściowej zmiany wykonawcy; z powodu problemów w pracach nad tak dużym czołgiem zdecydowano się rozdzielić zadania pomiędzy kilka firm. Przedsiębiorstwu Krupp zlecono produkcję surowych kadłubów i wież, Daimler-Benz odpowiadał za silniki, Siemens-Schuckert wziął na siebie produkcję i montaż instalacji elektrycznej, a zawieszeniem zajęła się Škoda (położona w ówczesnym Protektoracie Czech i Moraw). Montażu wszystkich elementów miała dokonywać firma Alkett. Porsche w dalszym ciągu odpowiadało za prace projektowe i ostateczny kształt nowej maszyny.

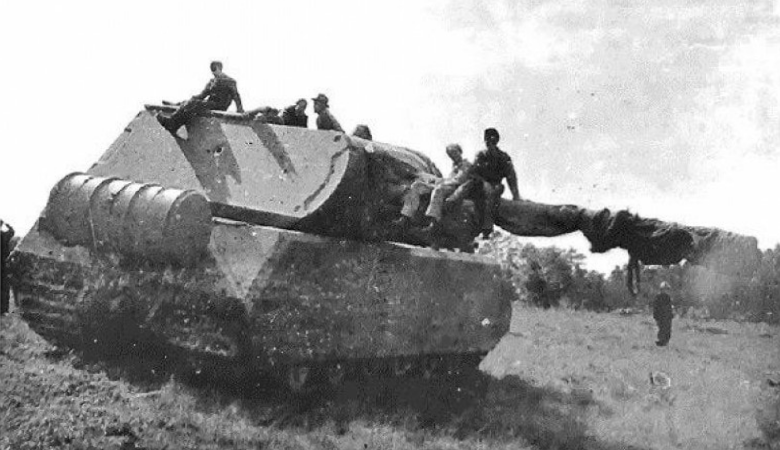
Maus w czasie testów poligonowych latem 1944

22 grudnia 1943 roku częściowo ukończono pierwszy prototyp czołgu Maus i wysłano go na poligon w Böblingen, z atrapą wieży i bez zainstalowanego uzbrojenia. Próby poligonowe niekompletnego prototypu przeprowadzono w styczniu 1944 roku. W marcu na poligon dostarczono drugi kadłub z układem jezdnym i hamulcowym. W maju do Böblingen trafiła wieża, którą na początku czerwca udało się przytwierdzić do drugiego kadłuba, tym samym kończąc produkcję pierwszego i jedynego ukończonego egzemplarza czołgu Maus. Oba prototypy testowano następnie na poligonie w Kummersdorfie pod Berlinem, z tym że pierwszego kadłuba używano odtąd jedynie do holowania drugiego prototypu. Próby poligonowe przerwano 19 sierpnia 1944 roku; z powodu pogarszającej się sytuacji na frontach, postępującego niedoboru surowców i środków do testów oraz produkcji nowych czołgów, a także braku perspektyw na jakąkolwiek przydatność bojową Mausa, zdecydowano się zawiesić wszelkie prace nad Panzerkampfwagen VIII.
21 kwietnia 1945 roku Sowieci zdobyli oba, porzucone prototypy Mausa w Kummersdorfie. Zmontowali z nich pojazd posiadający kadłub pierwszego prototypu i wieżę z drugiego, który odesłali do ZSRR na testy. Obecnie jedyny istniejący czołg Maus jest wystawiony jako element ekspozycji w Muzeum Czołgów w podmoskiewskiej Kubince.

## Konstrukcja

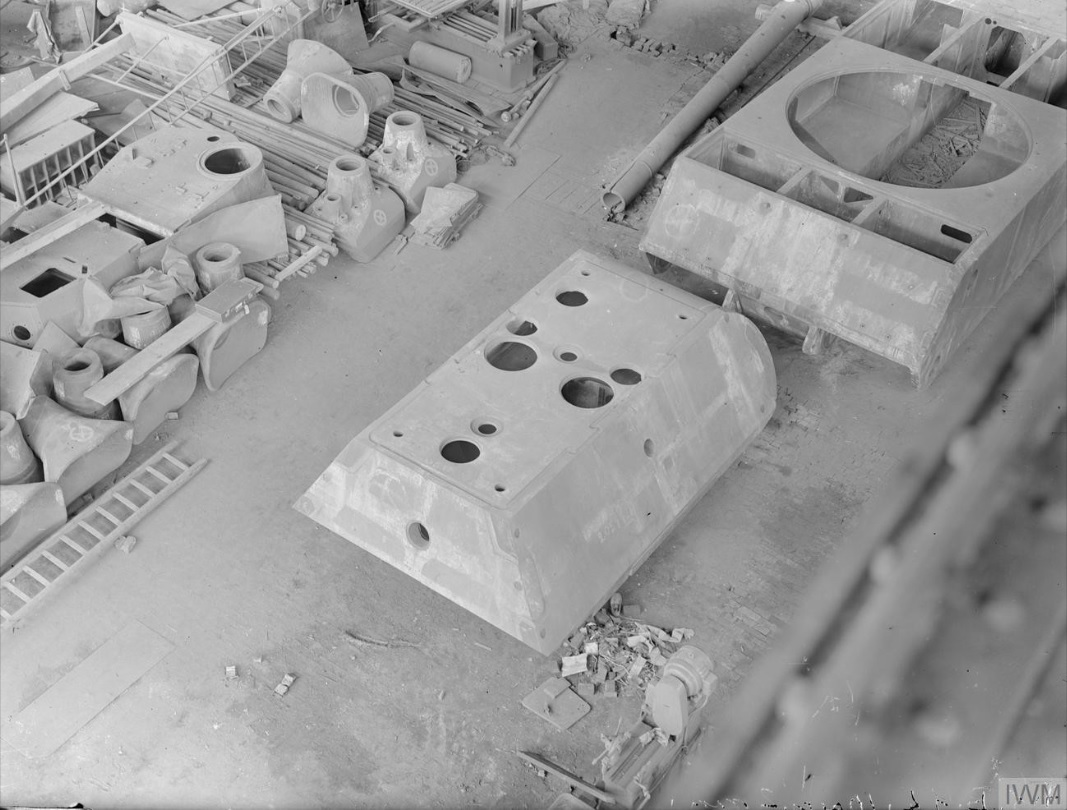
Porzucony kadłub i wieża drugiego prototypu

Pojazd miał rozwijać prędkość zaledwie 20 km/h na utwardzonej nawierzchni i posiadać zasięg 160 km na drodze lub 62 km w terenie. Ostatecznie masa pojazdu wyniosła aż 188 ton. Uzbrojenie stanowiła armata kalibru 128mm KwK 44 L/55 z zapasem 68 pocisków i sprzężona z nią armata kalibru 75mm KwK 44 L/36.5 z zapasem 200 pocisków oraz karabin maszynowy MG 34 kalibru 7,92 mm z zapasem 1000 pocisków.
Kadłub wykonany ze stalowych płyt pancernych miał grubość od 150 do 220 mm, w zależności od miejsca, co czyniło go najgrubiej opancerzonym pojazdem niemieckim z okresu II wojny światowej. Układ jezdny, w którym koła nośne połączone były w zestawy po dwa na jednym ramieniu i były wyposażone w specjalny komplet amortyzatorów. Z każdej strony podwozia mocowanych było sześć takich niezależnych układów. Zespół napędowy stanowił 12-cylindrowy silnik benzynowy MB509 o mocy 1080 KM i pojemności 44,5 litra (V-1) lub 12-cylindrowy silnik wysokoprężny MB517 o mocy 1200 KM (V-2) połączony z generatorem oraz dwoma silnikami elektrycznymi.
W związku z tym, że nośność większości mostów nie pozwalała na przejazd tak ciężkiego czołgu, planowano przekraczanie rzek w następujący sposób: do czołgu na otworach wentylacyjnych silnika montowano specjalne kominy oraz kablami podłączano czołg do drugiej maszyny tego typu, podczas gdy jeden z nich przekraczał rzekę po dnie, to drugi kablami dostarczał mu energię. Stosowanie takiego rozwiązania byłoby praktycznie niewykonalne w warunkach frontowych, zgrupowanie tak dużych pojazdów byłoby ponadto łatwym celem dla lotnictwa.

## Kultura masowa
Pomimo tego, że Maus nigdy nie został użyty bojowo, pojawił się w kilku grach komputerowych z częściowo fikcyjnymi wątkami. Gra World of Tanks daje możliwość zasiąść za sterami tej maszyny i poprowadzić ją do walki przeciwko wojskom alianckim, czołg okazjonalnie także zostaje udostępniany graczom w grze War Thunder, natomiast w grze Mortyr 2: For Ever celem gracza jest zniszczenie tego czołgu za linią frontu w Polsce (choć nigdy się on tam nie pojawił).